# 科尔贝格号小巡洋舰
科尔贝格号是德意志帝国海军所建造的四艘科尔贝格级小巡洋舰的首舰，以波美拉尼亚城市科尔贝格命名。它由但泽的希肖船厂承建，于1908年初开始龙骨架设、同年11月下水、至1910年6月投入公海舰队使用。科尔贝格号的主舰炮为十二门105毫米45倍径速射炮，最高速度达25.5节。
科尔贝格号在第一次世界大战期间曾数次参加与英国人交战的行动，其中包括1914年12月的突袭斯卡布罗、哈特尔浦及惠特比，以及随后一个月的多格滩海战。在1915年8月的里加湾海战和1917年10月的阿尔比恩行动中，它也曾两度与俄国人交锋。战争结束后，它作为战利舰被割让予法国，并更名为科尔马号（Colmar）。舰只仅在法国海军简要服役过一段时期，其中包括1924年被部署至亚洲。它于1927年除籍，并于两年后拆解报废。

## 设计
科尔贝格号是为替代老旧的通报舰狮鹫号而以“狮鹫替舰（Ersatz Greif）”为代号进行订购，并于1908年初在但泽的希肖船厂开始架设龙骨，工程编号为814。这是该船厂自1893年开始为德意志帝国海军造舰（第一艘为葛冯号巡洋舰）以来，首艘承建的小巡洋舰。它于同年11月14日下水，之后展开舾装工作。至1910年6月21日，舰只交付公海舰队使用。海上试航随即于同年11月21日启动，但期间因人员匮乏而两次中断。它于1911年正式入役，并整体接收了小巡洋舰柯尼斯堡号的船员及舰长——海军中校保罗·海因里希。
科尔贝格号的全长为130.50（428英尺2英寸），有14（45英尺11英寸）的舷宽和5.58（18英尺4英寸）的前吃水。在满载情况下，舰只的排水量可达4,915公噸（4,837長噸）。其推进系统由两台梅尔默斯－普芬尼格蒸汽轮机组成，以驱动四个直径为2.25（7英尺5英寸）的三叶螺旋桨。设计可输出19,000匹公制馬力（13,974千瓦特；18,740匹軸馬力）的额定功率和25.5節（47.2每小時）的最高速度。发动机通过十五台燃煤船用式水管锅炉提供动力。舰只能够携带970公噸（950長噸）燃煤，这使它可以14節（26每小時）的速度续航3,250海里（6,020）。舰只的标准船员编制则为18名军官及349名水兵。
科尔贝格号的主舰炮由十二门单装105毫米45倍径速射炮组成。其中两门并排布置在艏艛前方，八门设于舰舯、每边各四门，以及两门并排布置在舰艉。它们于1916－1917年间被替换成六门150毫米45倍径速射炮。舰只还装备有四门52毫米55倍径速射炮，但它们在1918年由两对88毫米45倍径速射炮所取代。此外，科尔贝格号还标配有两具450（17.7英寸）鱼雷管和五枚鱼雷，均浸没舷侧的船体内。1918年则增加了两具500（19.7英寸）的甲板鱼雷发射器，并可携带100枚水雷。在装甲方面，舰只司令塔的侧面有100（3.9英寸）厚，而甲板的厚度则为40（1.6英寸）。

## 服役历史
在1911年入役后，科尔贝格号加入了公海舰队的侦察部队。它在当年曾作为护航巡洋舰陪同皇家游艇霍亨索伦号展开北欧之旅，并造访了卑尔根和巴勒斯特兰。1912年，科尔贝格号再次担当护航巡洋舰，于3月5日从基尔经由直布罗陀海峡前往威尼斯，在那里于3月17日接受任务，陪同皇家游艇巡游地中海。4月11日，它从克基拉島前往布林迪西，以接载帝国总理特奥巴登·冯·贝特曼-霍尔维格与德皇会面，并在复活节后将他送返布林迪西。舰只于5月12日开始从热那亚返航，在经停维戈后，于5月23日在黑尔戈兰岛外围加入舰队。从6月23日至7月9日，科尔贝格号又临时担任侦察舰指挥官的旗舰。然后在1913年7月，它陪同搭乘邮轮祖国号的威廉二世穿越北海，并在8月展开另一次北欧之旅。
第一次世界大战爆发后，科尔贝格号隶属于公海舰队驻北海的第二侦察集群。1914年8月28日，当黑尔戈兰湾海战打响时，科尔贝格号正从埃姆斯河口的警戒值勤任务中返回亚德湾，然后它与小巡洋舰但泽号和施特拉尔松德号一同，被立即派往支援在黑尔戈兰湾作战的德国部队，并发现了正在燃烧的阿里阿德涅号及其仍然幸免于难的大部分船员。由于英国人已然撤退，而科尔贝格号来得太晚，无法对战斗进行干预和协助。在这场战斗中，该舰的两艘姊妹舰——美因茨号和科隆号均遭击沉。科尔贝格号的损失也令人担忧，因为它没有按计划从埃姆斯河返抵威廉港，而是直奔黑尔戈兰湾。
1914年10月14日，科尔贝格号与布雷巡洋舰鹦鹉螺号驶入北海，至福斯湾附近布设水雷区，但当意识到英国部队正在多格滩周边活动时，它们中断了行动并返回港口。科尔贝格号在第一次世界大战期间参与的首个重大行动是1914年12月15－16日的突袭斯卡布罗、哈特尔浦及惠特比。它与同属第二侦察集群的另外三艘小巡洋舰，负责为由海军少将弗朗茨·冯·希佩尔指挥的第一侦察集群的战列巡洋舰提供屏护。当战列巡洋舰正对城镇实施炮击时，科尔贝格号在英国海岸附近布设了一个由100枚水雷组成的雷区。当德军撤退时，天气变得很糟糕，希佩尔遂下令其它小巡洋舰独立航行与主舰队会合，仅余科尔贝格号在此时加入战列巡洋舰阵中，并与它们共同推进。
一个多月后，科尔贝格号于1915年1月又参加了引发多格滩海战的行动。当它遭遇到英国轻巡洋舰奥罗拉号时，交战就此展开；两艘舰均有开火，从而将英国和德国的战列巡洋分舰队都拖入了海战。科尔贝格号迅速对奥罗拉号取得两次命中，作为回应，它也受到了对方的两次打击。其中一枚炮弹击中舰只的水线下方，另一枚则在水线上方爆炸；共有2名船员因此遇难。1915年8月，科尔贝格号进入波罗的海以参加里加湾海战。作为进军里加湾的突击部队的一份子，它被任命为三个鱼雷艇半区舰队的向导舰。8月10日，它又连同战列巡洋舰冯·德·坦恩号一起负责炮击乌特岛，但协约国潜艇在该地区出没的报告促使德国人撤退。1915年8月15或16日，一艘俄国潜艇曾向科尔贝格号发射了一枚鱼雷，但未能命中。
1917年11月，科尔贝格号重返波罗的海，参与再次袭击里加湾的阿尔比恩行动。此时，它已被委任为第六侦察集群的旗舰，与姊妹舰奥格斯堡号及斯特拉斯堡号在一起。1917年10月14日06:00，这三艘舰离开利鲍，为在里加湾展开的扫雷行动提供护航。它们在接近时遭到俄国12英寸（300）海岸炮的攻击，被迫暂时转向离开。然而至08:45，它们已抵达米开洛夫斯科浅滩驻泊，而扫雷舰则开始在雷区清除出一条通路。两天后，科尔贝格号和斯特拉斯堡号加入了战列舰国王号和王储号的阵中，以扫荡里加湾。在接下来的穆胡岛海战中，这些战列舰摧毁了俄国前无畏舰光荣号，并迫使公民号撤出湾区。当天晚些时候，科尔贝格号移入湾区，并自13:35开始与设在穆胡岛第三大附属岛屿——沃拉岛上的一座俄国海岸炮交战，为期10分钟。俄国炮台没有回击，科尔贝格号遂停火，并于14:25与斯特拉斯堡号在克莱嫩海峡抛锚。一支由40人组成的登陆部队继而被派往占领沃拉岛的俄国炮台；他们于15:45登陆，并至17:30占据了炮台后致使其失效。
至1918年，科尔贝格号已沦为担当岸防舰。它于1919年11月5日正式从海军名录中除籍，然后于1920年4月20日在瑟堡作为战利舰而以代号“W”移交法国支配。它以“科尔马号（Colmar）”之名重新投入法国海军服役。1924年，科尔马号与老旧的装甲巡洋舰茹费理号一同被派往亚洲，参与殖民地值勤。1924年9月，由于上海爆发骚乱，两艘法籍舰只还加入了由约1800人组成的多国登陆部队。它在法国服役仅短短数年，便于1927年7月21日再次除籍。最终，科尔马号于两年后在法国的布雷斯特拆解报废。